# Wasserkraftwerk Kelsey
Das Wasserkraftwerk Kelsey, engl. Kelsey Generating Station, ist ein Wasserkraftwerk am Nelson River im Nordosten der kanadischen Provinz Manitoba. Es wird von Manitoba Hydro, dem öffentlichen Energieversorger der Provinz, betrieben. Benannt ist es nach Henry Kelsey, einem Pelzhändler und Entdecker, der als einer der ersten Europäer das nördliche Manitoba bereiste.

## Geschichte
Das Kraftwerk ist das älteste Wasserkraftwerk am Nelson River. Errichtet wurde es in den Jahren 1957 bis 1961, um die damals frisch entstehende Bergbauindustrie in der umliegenden Region um Moak Lake und Mystery Lake sowie die als industrielles Zentrum ebenfalls neu errichtete, etwa 90 km südwestlich gelegene Planstadt Thompson mit Energie zu versorgen. Das Kraftwerk lieferte ursprünglich mit fünf Turbinen eine Leistung von 160 MW. 1969 und 1972 wurde jeweils eine weitere Turbine eingebaut, hierdurch konnte die Leistung auf rund 225 MW gesteigert werden. Sechs Jahre nach Inbetriebnahme wurde das Kraftwerk an das regionale Stromnetz Manitobas angeschlossen. Heute bestehen drei Hochspannungsleitungen nach Thompson, zwei nach Gillam mit Anschluss an die nahegelegene Umspannstation Radisson der Nelson-River-Bipol sowie zur Bedienung von Ilford und Churchill und eine nach Split Lake. Jede der mit Dreiphasenwechselstrom betriebenen Leitungen hat eine Spannung von 138 kV. Das Kraftwerk beliefert auch eine Reihe von kleineren Kommunen in der Umgebung, welche vorher nicht an das regionale Stromnetz angeschlossen waren und ihren Strom daher mit lokalen Dieselgeneratoren erzeugen mussten.
Etwa 700 m östlich des Dammes mit den Turbinen und von diesem durch eine Insel mit einem Deich getrennt befindet sich eine Hochwasserentlastung mit neun Durchlässen.
Beim Bau des Kraftwerks fanden auch Mitglieder der York Factory First Nation Arbeit. Aufgrund einer Vereinbarung mit dem Cateringbetreiber Sodexo werden sie heute in diesem Bereich beschäftigt.

## Erweiterungsplanung
Ende 2006 begann Manitoba Hydro, alle Generatoren nacheinander durch leistungsstärkere zu ersetzen. Hierdurch soll die Gesamtleistung auf 300 MW, ursprünglich vorgesehen waren 311 MW, gesteigert werden. Der Umbau soll bis spätestens 2013 abgeschlossen sein. Das Projekt stieß bei der York Factory First Nation, welche ihren Siedlungsschwerpunkt rund 25 Kilometer nordöstlich des Staudammes hat, auf starke Kritik. Bemängelt wurden, dass die Auswirkungen des Ausbaus auf die Umwelt nicht geprüft worden seien, außerdem habe man die Gemeinschaft als unmittelbare Anwohner nicht in die Planung mit einbezogen.
Über die Erneuerung der bestehenden hinaus könnten auch noch drei weitere Turbinen eingebaut werden, was eine Leistungssteigerung auf über 400 MW bedeuten würde. Diese Erweiterung ist insbesondere im Zusammenhang mit dem Nelson River Hydroelectric Project angedacht, einem großangelegten und teilweise bereits umgesetzten Plan zur Vervielfachung der Stromproduktion aus Wasserkraft entlang des Nelson Rivers.

## Verkehrsanbindung
Etwa gleichzeitig mit dem Baubeginn wurde auch eine Eisenbahn-Stichstrecke von der Hudson Bay Railway (HBR) zum östlichen Ende des Staudammes errichtet. Diese Strecke wird im Güterverkehr noch heute bedient. In den Anfangsjahren führte Manitoba Hydro auch Personenverkehr mittels eines benzinbetriebenen Schienenbusses der Firma Mack durch.
Unmittelbar nördlich des Endpunktes der Bahn befindet sich ein kleiner, ebenfalls von Manitoba Hydro betriebener Flughafen namens Kelsey Airport. Dessen Kürzel ist KES nach IATA-Flughafencode bzw. CZEE nach ICAO-Code.